# Phedimus odontophyllus
Phedimus odontophyllus là một loài thực vật có hoa trong họ Crassulaceae. Loài này được (Fröd.) 't Hart miêu tả khoa học đầu tiên năm 1995.